# Gojka
Gojka je žensko osebno ime.

## Izvor imena
Ime Gojka je izpeljanka iz imena Gojko.

## Pogostost imena
Po podatkih Statističnega urada Republike Slovenije je bilo na dan 31. decembra 2007 v Sloveniji število ženskih oseb z imenom Gojka: 7.